# عصير

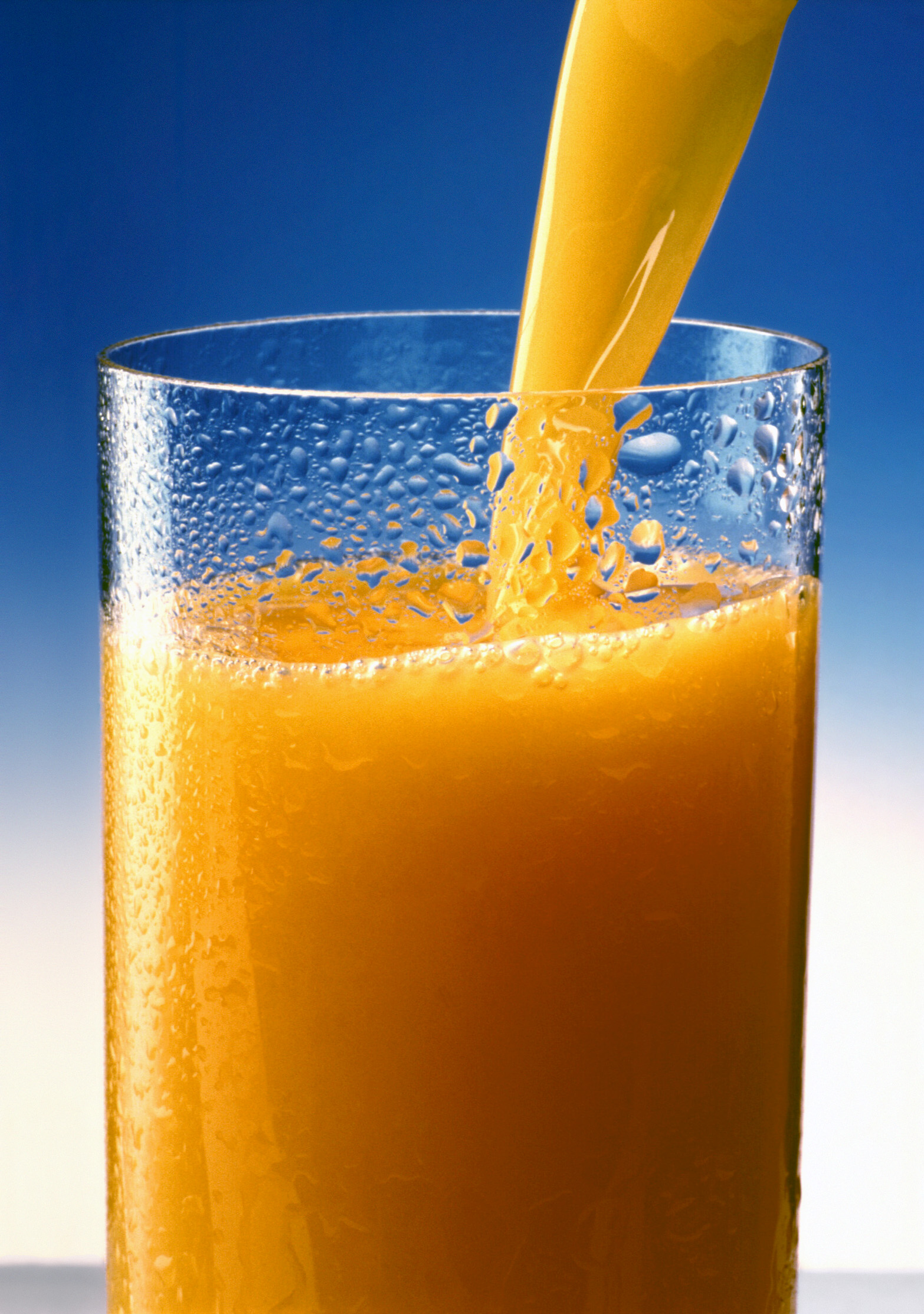
عصير برتقال

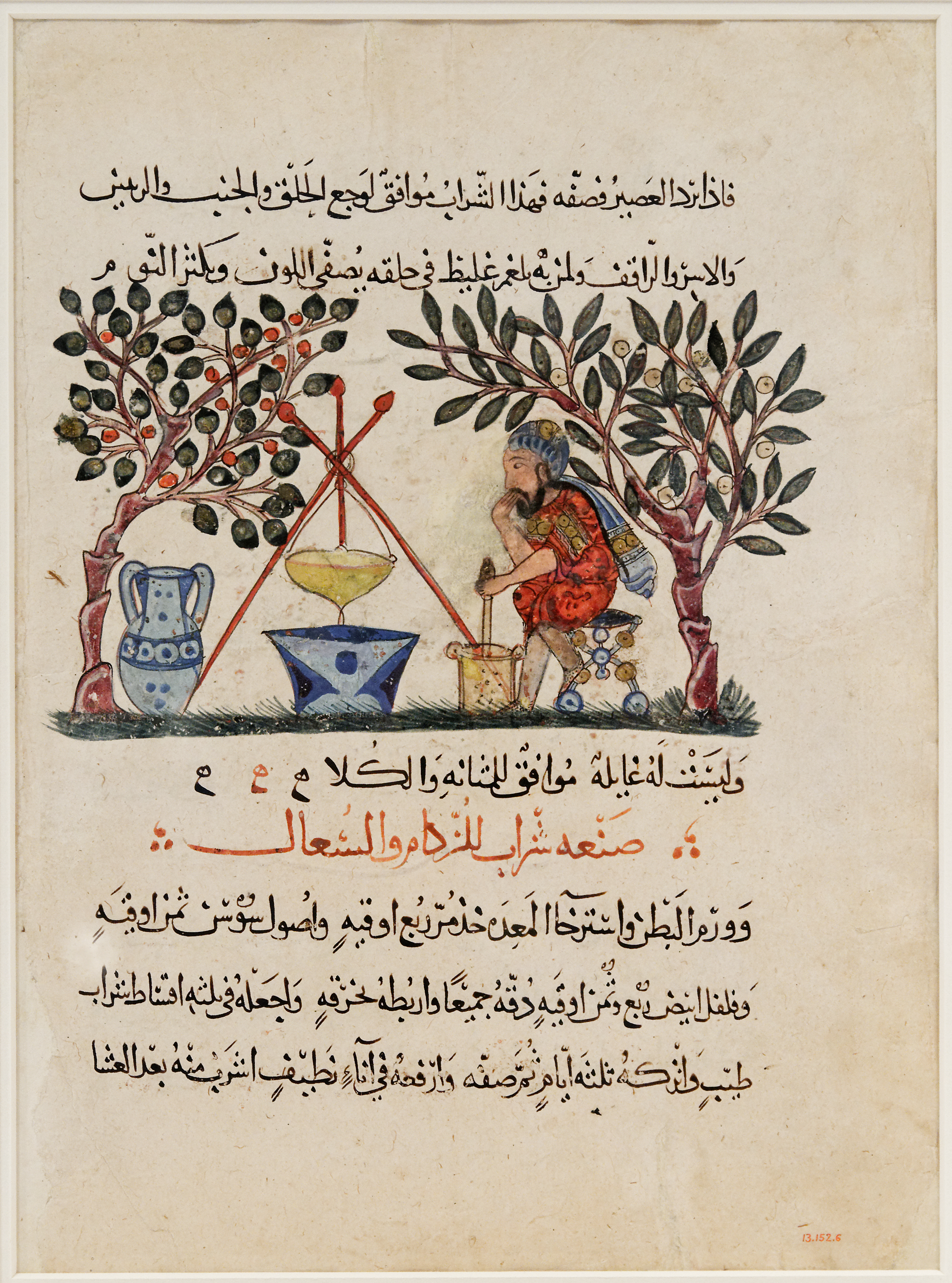
مخطوط يذكر العصير

العَصير هو سائل طبيعي يحتوى على أنسجة الفواكه أو الخضراوات. يحضر العصير عن طريق عصر أو نقع الفواكه الطازجة أو الخضروات بدون استعمال الحرارة. يحضر العصير في البيت باستعمال العصر اليدوي باليد أو بواسطة عصارة.

## أصل الكلمة
تعود كلمة "juice - جوس" (عصير) إلى الفرنسية القديمة حوالي عام 1300؛ وقد تطورت من الكلمات الفرنسية القديمة "jus, juis, jouis"، والتي تعني "سائل يتم الحصول عليه بغلي الأعشاب". كلمة "jus" الفرنسية القديمة، والتي تعني "عصير، نسغ، سائل" (القرن الثالث عشر)، جاءت من اللاتينية "ius" والتي تعني "مرق، صلصة، عصير، حساء". يعود أصلها إلى جذر الهندو-أوروبية البدائية *yeue- "لخلط الطعام" (الكلمات ذات الصلة: السنسكريتية yus- "مرق"، اليونانية zyme "خميرة"، السلافية الكنسية القديمة jucha "مرق، حساء"، الروسية: уха "ukha" (نوع من الحساء)، الليتوانية: juse "حساء السمك").
سُجل أول استخدام لكلمة "juice" بمعنى "الجزء المائي من الفاكهة أو الخضروات" في أوائل القرن الرابع عشر. ومنذ القرن التاسع عشر، استُخدم مصطلح "juice" أيضًا بمعنى مجازي (على سبيل المثال، ليعني الكحول أو الكهرباء). اليوم، يشير تعبير "au jus" إلى اللحم الذي يُقدم مع عصائره الخاصة، وعادة ما يكون ذلك في شكل مرقة سميكة (gravy)."

## طرق الحفظ والتعليب
أهم الطرق التي تتخذ لحفظ ومعالجة عصير الفاكهة تتضمن التعليب، البسترة، التجميد، التبخر. العصير التجاري غالباً ما يتم تصفيته لإزالة اللب أو الألياف، ويكون غالباً مركزاً أو مجمداً، ويتطلب إضافة الماء ليعود إلى حالته الأصلية. عادةً ما يكون العصير المركز مختلف الطعم عن العصر الطازج.

## الأشكال المختلفة
من أشهر العصائر الموجودة على سبيل المثال التفاح، البرتقال، الغريپ فروت، الأناناس، الطماطم، المانجو، الجزر، العنب، التوت البري والرمان. عصير الفواكه غني بالأملاح المعدنية مثل الكالسيوم، الفسفور، الماغنيسيوم، البوتاسيوم، والحديد كما أنه سهل الهضم لما يحويه من أحماض عضوية ذات قيمة غذائية على جانب من الأهمية جعلتها مفضلة من قبل الرياضيين. وينصح اخصائيو التغذية بتناول عصير الفواكه المحضر في المنزل. يمكن التنويع في العصير بخلط أنواع مختلفة مع بعضها البعض أو إضافة مكونات أخرى؛ مثلاً:
- عصير البطيخ.
- عصير البرتقال والليمون.
- عصير الأناناس والكيوي.
- عصير الجوافة بالرمان.

## التأثيرات الصحية
غالبًا ما تُستهلك العصائر لفوائدها الصحية المتصوّرة. على سبيل المثال، يحتوي عصير البرتقال على فيتامين C الطبيعي أو المضاف، وحمض الفوليك، والبوتاسيوم. توفر العصائر مغذيات مثل الكاروتينات، والبوليفينولات، وفيتامين C التي تقدم فوائد صحية.
قد يرتبط الاستهلاك المرتفع لعصائر الفاكهة مع السكر المضاف بزيادة الوزن، ولكن ليست كل الدراسات أظهرت هذا التأثير. إذا كان العصير طبيعيًا 100% من الفاكهة، يمكن أن يساعد في تلبية التوصيات اليومية لبعض المغذيات.